# Список умерших в 1301 году
В этой статье представлен список известных людей, умерших в 1301 году.
См. также: Категория:Умершие в 1301 году

## Январь
- 14 января — Андраш III — последний король Венгрии (1290—1301) из династии Арпадов.

## Февраль
- 4 февраля — Вилльям II Бертут[англ.] — епископ Утрехта (1296—1301)
- 19 февраля — Пьетро Герра[итал.] — епископ Сора (1267—1278), епископ Риети (1278—1286), архиепископ Монреале (1286—1298), патриарх Аквилеи (1299—1301)
- 20 февраля — Асукаи Гайу[англ.] — японский поэт

## Март
- 21 марта — Гильом де Шампвент[нем.] — епископ Лозанны (1273—1301)
- 30 марта — Тибо I де Понсе[фр.] — епископ Доля (1280—1301), канцлер Франции (1297—1298)

## Апрель
- 5 апреля — Эверхард фон Дист[нем.] — епископ Мюнстера (1275—1301)
- 16 апреля или 18 апреля — Мод Фиц-Джон[англ.] — жена Уильяма де Бошан, 9-го графа Уорик

## Июль
- 18 июля — Генрих I де Виларс[фр.] — архиепископ Лиона (1295—1301)
- Франческо Мональдески[итал.] — епископ Мельфи (1278—1280), епископ Орвието (1280—1295), епископ Флоренции (1295—1301)

## Август
- 14 августа — Орландо дельи Альбицци, флорентийский государственный деятель.
- 15 августа — Генрих III фон Бургау[нем.] — маркграф Бургау (1288—1301)

## Сентябрь
- 3 сентября — Альберто I делла Скала — подеста Мантуи (1272, 1275, 1277), сеньор Вероны (1277—1301).
- 6 сентября — Ржегорж Зайиц из Вальдека[нем.] — епископ Праги (1296—1301)
- 27 сентября — Такацукаса Канетада[англ.] — японский аристократ, кампаку (1296—1298), сэссё (1298—1301)

## Октябрь
- 7 октября — Николай I де Берсаторибус[фр.] — епископ Аосты (1283—1301)
- 10 октября — Изабелла Майоркская[итал.] — дочь короля Майорки Хайме II, жена Хуана Мануэля
- 24 октября — Филиппо Минутоло[итал.] — архиепископ Неаполя (1285—1301)

## Ноябрь
- 9 ноября — Болеслав I Суровый — князь яворский (1278—1301), князь львувекский (1278—1281, 1286—1301), князь свидницкий (1291—1301)
- 19 ноября — Ян III Ромка[англ.] — епископ Вроцлава (1292—1301)
- 21 ноября — Анри III д’Авогур — сеньор де Гоэлё и д'Авогур (с 1281), сын Алена II, сеньора де Динан и де Майенн, и Клеменции де Бофор, дочери Алена де Бофор.
- 25 ноября — Генрих Шенк[нем.] — епископ Кульма (1292—1301)

## Дата неизвестна или требует уточнения
- Амори де Монфор, английский аристократ и священник, титулярный граф Лестер (с 1271).
- Виоланта Арагонская — королева-консорт Кастилии и Леона (1252—1284), жена Альфонсо X
- Геворг Скевраци — армянский учёный, вардапет, оратор, писатель, политический деятель.
- Гертруда Морневег[англ.] — банкир Любека
- Жан I де Грайи — сенешаль Гаскони (1266—1268, 1278—1287), сенешаль Иерусалимского королевства (1272—1276)
- Захид Гилани — средневековый иранский поэт и общественный деятель, суфийский дервиш, глава (муршид камаль) ордена Захидийя в Лахиджане.
- Иаков Бьянкони — святой римско-католической церкви[1].
- Коничи, правитель Белой Орды (Ак-Орды) (1280—1301).
- Лев Данилович — князь перемышльский (ок 1240—1301), князь холмский и галицкий (1264—1301), князь волынский (1292—1301)
- Лже-Маргарет — самозванка, выдававшая себя за Маргарет Норвежскую Деву, королеву шотландцев. Казнена.
- Нусрат Хан Джалесари, везирь Делийского султаната (1296—1301).
- Роланд Борша — воевода Трансильвании (1282, 1284–1294).
- Тогон, князь (ван) Чжэньнань, монгольский царевич, девятый сын монгольского хана Хубилая.
- Хайду — внук монгольского каана Угэдэя, фактический правитель Чагатайского улуса (1271—1301).
- Хафиз ад-Дин ан-Насафи, иранский ханафитский учёный из Согдианы, толкователь Корана (муфассир) и теолог матуридитов.
- Чака — сын беклярбека Золотой Орды Ногая, правитель Болгарии (1299—1300), казнён
- Янош Хонт-Пазмани[англ.] — архиепископ Калочи (1278—1201), канцлер Венгрии (1278—1279, 1290—1301), короновавший Вацлава III как короля Венгрии